# Трапоклово
Трапо́клово (болг. Трапоклово) — село в Сливенській області Болгарії. Входить до складу общини Сливен.

## Населення
За даними перепису населення 2011 року у селі проживали 417 осіб.
Національний склад населення села:
| Національність   | Кількість осіб | Відсоток |
| ---------------- | -------------- | -------- |
| болгари          | 251            | 63,7 %   |
| цигани           | 137            | 34,8 %   |
| не визначились   | 4              | 1,0 %    |
| Всього відповіли | 394            |          |

Розподіл населення за віком у 2011 році:
Динаміка населення: